# Димитри Анастасеску
Димитри Анастасеску с псевдоним Диана (на румънски: Dimitri Anastasescu-Diana; на арумънски: Dumitru Anastasescu) е арумънски просветен деец и поет от Македония.

## Биография
Анастасеску е роден в 1895 година в Охрид, тогава в Османската империя, в семейство на арумъни от Москополе. Завършва румънския лицей в Битоля. В 1915 година започва да работи като учител в Добрич. Пише в списанията „Ръбой“ (Răboj), „Семънъторул“ (Semănătorul), „Фамилия“, „Наше огнище“, „Пасъря албастра“ (Pasărea albastră), „Пенинсула Балканика“, където публикува своята поема „Зимна песен“. Автор е на стихосбирките „На доене“ (La muldzeari, 1936) на арумънски и „Красноречиво мълчание“ (Tăcere grăitoare, 1931) на румънски. Автор е на стихотворение, посветено на Москополе.